# Olha Sjekel
Olha Sjekel (Oekraïens: Ольга Шекель) (28 mei 1994) is een Oekraïens wielrenster. 

## Carrière
In 2015 won ze in het Estische Tartu zilver op het Europees kampioenschap tijdrijden voor beloften op acht seconden achter de Duitse Mieke Kröger. In 2018, 2019 en 2021 won ze het Oekraïens kampioenschap op de weg en in 2020 won ze de nationale titel in het tijdrijden. Sjekel reed onder andere voor het Baskische Bizkaia-Durango en de Italiaanse ploegen Chirio-Forno d'Asolo, S.C. Michela Fanini Rox en Astana.

## Palmares
2015

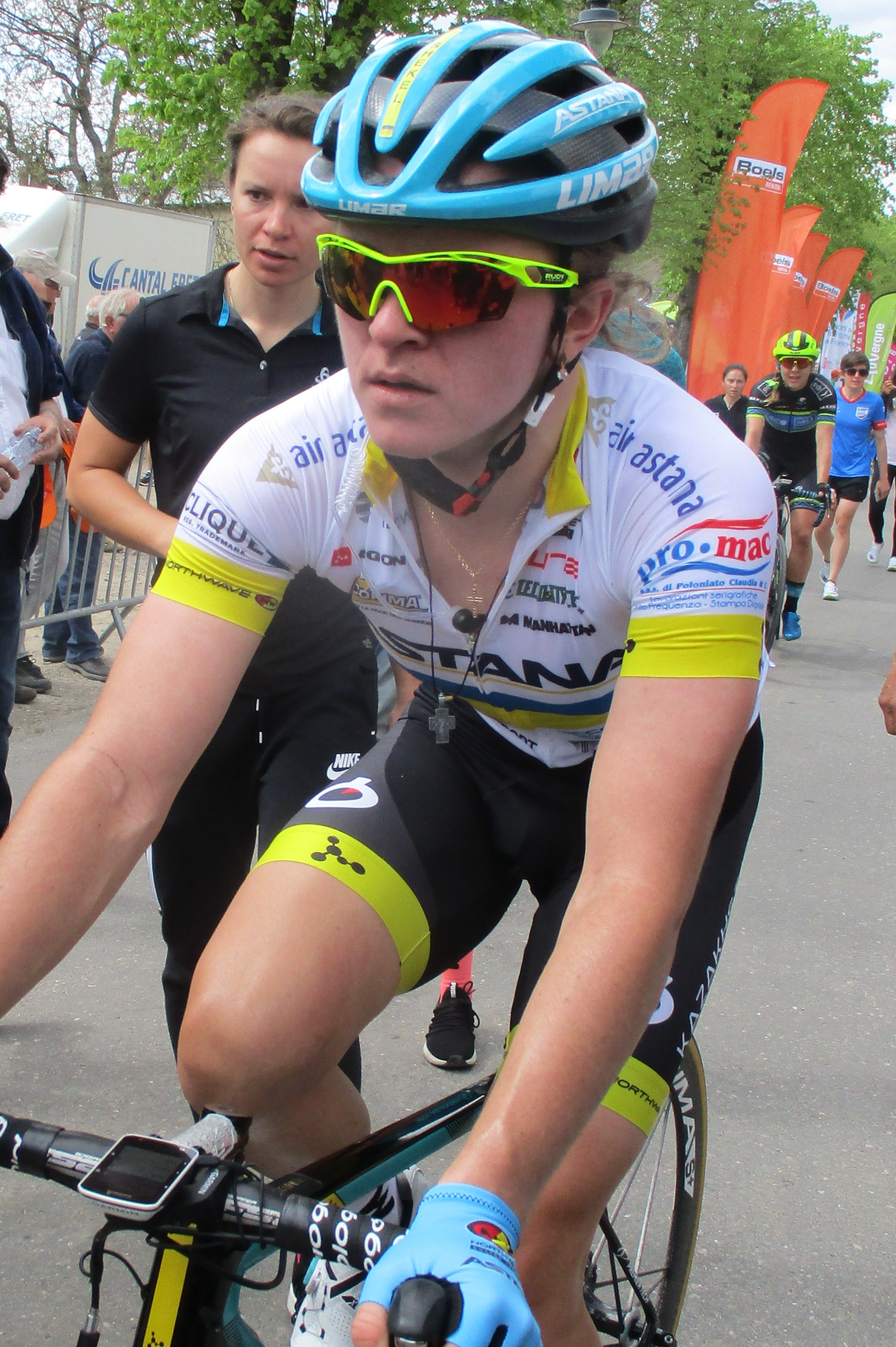
Sjekel in de Oekraïense kampioenstrui.

 Europees kampioenschap tijdrijden (onder 23)
4e op Oekraïens kampioenschap (wegrit)
4e op Oekraïens kampioenschap (tijdrit)
2017
 Oekraïens kampioenschap (wegrit)
2018
 Oekraïens kampioene (wegrit)
 Oekraïens kampioenschap (tijdrit)
2e Horizon Park Women Challenge
3e VR Women ITT
2019
 Oekraïens kampioene (wegrit)
 Oekraïens kampioenschap (tijdrit)
Chabany Race
V4 Ladies Series - Restart Zalaegerszeg
Bergklassement Tour de Feminin - O cenu Českého Švýcarska
2020
 Oekraïens kampioene (tijdrit)
 Oekraïens kampioenschap (wegrit)
Grand Prix Gazipaşa
2021
 Oekraïens kampioene (wegrit)
 Oekraïens kampioenschap (tijdrit)
Grand Prix Erciyes
2022
Grand Prix Gazipaşa
2023
Ladies Tour of Estonia
2024
 Oekraïens kampioene (wegrit)

### Uitslagen in voornaamste wedstrijden
| Jaar | Gent-Wevelgem | Amstel Gold Race | Luik-Bast.‑Luik | Strade Bianche | Trofeo Alfredo Binda | Waalse Pijl |  | WK op de weg |
| ---- | ------------- | ---------------- | --------------- | -------------- | -------------------- | ----------- |  | ------------ |
| 2015 |               |                  |                 |                |                      |             |  | 56e          |
| 2016 |               |                  |                 |                |                      |             |  | 77e          |
| 2017 |               |                  |                 |                |                      |             |  | 65e          |
| 2018 |               |                  |                 | opgave         | opgave               |             |  | 56e          |
| 2019 | opgave        |                  | 52e             |                | 47e                  | 41e         |  | 55e          |
| 2020 | 73e           |                  | opgave          | opgave         |                      | buit.tijd   |  |              |
| 2021 |               |                  |                 |                |                      |             |  |              |
| 2022 |               |                  |                 |                |                      |             |  |              |
| 2023 |               |                  |                 |                |                      |             |  | opgave       |
| 2024 |               |                  |                 |                |                      |             |  | opgave       |

## Ploegen
2013 –  Chirio-Forno d'Asolo
2016 –  Bizkaia-Durango
2018 –  S.C. Michela Fanini Rox
2019 –  Astana
2020 –  Astana

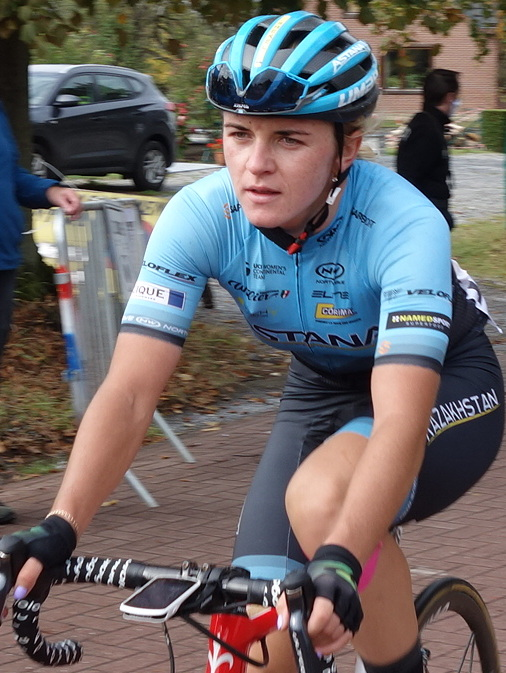
Sjekel bij Astana in de Waalse Pijl 2020.

2021 –  Dubai Police Cycling Team
2025 –  Dubai Police Cycling Team